# Intrépide (Ballon)

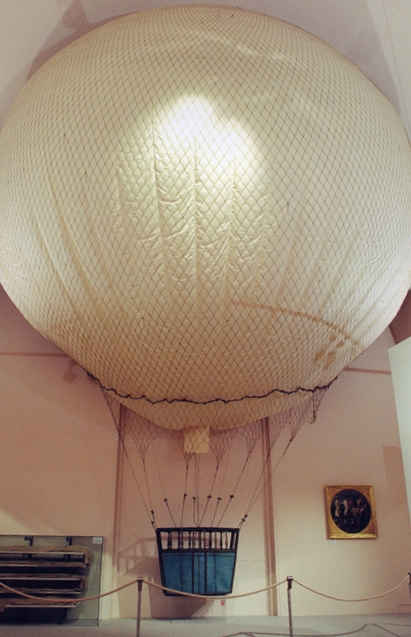
Der Kriegsballon Intrépide im HGM

Der Intrépide ist einer von sechs Beobachtungsballons der französischen Armee, welcher von der kaiserlichen Armee am 3. September 1796 in der Schlacht von Würzburg erbeutet wurde. Der Fesselballon befindet sich heute in der Dauerausstellung des Wiener Heeresgeschichtlichen Museums und stellt das älteste noch erhaltene militärische Luftfahrzeug dar.

## Geschichte
Anfang des Jahres 1794 wurde in der französischen Armee eine eigene Luftschifferabteilung gegründet, die Compagnie d´aérosiers. Kommandant dieser Abteilung war der Wissenschaftler Jean Marie Joseph Coutelle, der sich durch seine Bekanntschaft mit dem Physiker Charles Alexandre mit den Erfahrungen der Gebrüder Montgolfier und deren Ballons beschäftigte. Mit dem Übereinkommen zur Herstellung von Luftballons für die Armeen der Republik, datiert vom 2. April 1794, wurde er als Kapitän erster Offizier der Luftfahrt.
Zum Zweck der Aufklärung und der Nachrichtenübermittlung erfolgte am 2. Juni 1794 der erste Einsatz dieser französischen Militäraeronauten. Bei geringer Höhe erfolgte die Verständigung zum Kommandanten am Boden über ein Sprachrohr, in größerer Steighöhe bediente man sich Lichtzeichen und Signalflaggen. Am 26. Juni 1794, in der Schlacht bei Fleurus, ließ der französische General Etienne mehrmals die Stellungen und Bewegungen der österreichischen Armee mit Hilfe des Beobachtungsballons L´Entreprenant erkunden. Die Franzosen schrieben daraufhin einen Gutteil ihres Erfolges in der Schlacht bei Fleurus dieser Luftaufklärung zu. Daraufhin wurde am 31. Oktober 1794 die Gründung einer eigenen Luftfahrtschule in Meudon beschlossen. Coutelle wurde mit der Gründung einer zweiten Compagnie betraut und zum Kommandanten aller französischen Militäraeronauten bestellt. Er versuchte weiterhin, die Ballone für den Felddienst entsprechend gebrauchstauglich zu machen. So sollte der Ballon aus möglichst leichtem Stoff gefertigt werden und die Ballongondel nicht mehr als zwei Personen aufnehmen. Dadurch wurde weniger Gas benötigt, was wiederum die Bereitschaft des Ballons beschleunigte, denn eine Füllung des Ballons benötigte etwa 50 Stunden.
Im April 1795 schloss sich Coutelle an der Spitze der zweiten Kompanie der französischen Rheinarmee unter General Jean-Charles Pichegru an; die erste Kompanie operierte mit ihren Ballonen L´Hercule und L´Intrépide im Rahmen der Armee unter General Jean-Baptiste Jourdan. Diese wurde durch die österreichische Armee unter Erzherzog Karl schließlich in der Schlacht um Würzburg besiegt. Die erste französische Luftschifferkompanie geriet dabei in österreichische Kriegsgefangenschaft, wodurch den Siegern auch der Ballon Intrépide in die Hände fiel.
Nach ihrer Entlassung aus der Kriegsgefangenschaft kehrte die erste Kompanie wieder nach Meudon zurück, wurde neu organisiert und der Ägyptischen Expedition unter Napoleon Bonaparte zugeteilt. Das schwerfällige Material sollte dort jedoch nie zum Einsatz kommen, wie überhaupt die militärische Bedeutung der Ballone im weiteren Verlauf der Koalitionskriege rasant abnahm. Napoleon, der als Verfechter des Bewegungskrieges den starren Ballon nicht verwenden konnte, verfügte am 18. Jänner 1799 schließlich die endgültige Auflösung der beiden Luftschifferkompanien.

Gemälde des Karl von Blaas, 1870 (HGM)

## Technische Beschreibung
- Ballon:
  - Gesamtumfang: 20 m
  - Gesamtlänge: 14,5 m
  - Durchmesser: 9,8 m
  - Hülle: Reinseide, darüber ein Spagatnetz

- Gondel:
  - Material: Mit starker, blau übermalter Leinwand überzogenes Holzgerüst
  - Höhe: 105 cm (inkl. hölzerner Galerie)
  - Länge: 114 cm
  - Breite: an den Seiten 57 cm, in der Mitte 75 cm

## Museale Rezeption
Der Ballon Intrépide im Heeresgeschichtlichen Museum in Wien befindet sich in der Dauerausstellung im Saal III („Saal der Revolutionen“). Es handelt sich dabei um das älteste militärische Luftgefährt, das sich bis heute erhalten hat. Bereits in den Aufzeichnungen des Kaiserlichen Zeughauses aus dem Jahr 1846 befinden sich Hinweise auf den dort präsentierten französischen Kriegsballon. Nach Fertigstellung des k.k. Hofwaffenmuseums im Wiener Arsenal wurde er dort prominent ausgestellt. Ein einziges Mal wurde der Ballon noch außerhalb des Heeresmuseums ausgestellt, nämlich in der vom k.k. österreichischen flugtechnischen Verein organisierten Internationalen Luftfahrtausstellung vom 18. bis 23. Mai 1912 in der Wiener Rotunde.
Im Jahre 1870 malte der Historienmaler Karl von Blaas jene Szene, in der die Generäle Sztaray und Kray den Ballon Intrépide nach der Schlacht bei Würzburg an Erzherzog Karl übergeben. Das Gemälde ist neben dem Ballon im Heeresgeschichtlichen Museum zu sehen.